# 大林里 (高雄市)
大林里為高雄市旗山區屬下的行政區劃。根據截至2025年4月（民國114年4月）的統計，該里有16鄰，578戶，1379人。

## 歷史
今日行政區大林里不含東北部邊界地帶、東部中央凸出部分及東部南側弧形凸出部分為日治初期被稱作「圓潭仔庄」（舊制街庄）範圍，隸屬於羅漢外門里。該庄昔日西北與萊仔坑庄為鄰，北與山杉林庄為鄰，東及東南隔楠梓仙溪與月眉庄、旗尾庄為界，西南邊為蕃薯藔街，西邊為東勢埔庄。
1901年（明治三十四年）11月11日，全台廢縣廳改設二十廳，該庄隸屬於蕃薯藔廳。1904年（明治三十七年）2月16日，該庄編入「蕃薯藔區」，隸屬於蕃薯藔廳，而保甲編制編為圓潭仔庄第三保。1909年（明治四十二年）10月25日，全台合併二十廳為十二廳，蕃薯藔區改隸屬於阿緱廳。1920年（大正九年）10月1日，全台地方制度大改正，廢十二廳改設五州二廳，該庄改制並雅化為「圓潭子」大字，隸屬於高雄州旗山郡旗山街（新制街庄）。1925年（大正14年）改編為旗山街第十保。
1945年（民國34年）中華民國接收台灣後，隸屬於高雄縣旗山鎮。取用附近大林之名命名為「大林里」，當時包含原第九保部分地區。1950年（民國39年）10月1日，高、屏分治，旗山鎮仍隸屬於高雄縣。1953年（民國42年）7月9日，埔羗林、公館、中隘、中庄等地被劃出歸於新成立之「中正里」至今。2010年（民國99年）12月25日，大林里因為高雄縣、市合併而隸屬於直轄市高雄市。

## 外部連結
- 高雄市旗山區公所里政專區 （页面存档备份，存于）